# SEPG
Las SEPG son una serie de conferencias internacionales sobre software, calidad de software y administración de procesos. Organizadas por el Software Engineering Institute, son llevadas a cabo anualmente a nivel mundial. Este evento difunde temas relevantes al estado del arte de la Ingeniería de Software tales como calidad, seguridad, desarrollo, y otros.
Las últimas versiones de esta conferencia han tratado sobre las mejores prácticas, metodologías y nuevos enfoques en la Ingeniería de Software, tales como CMMI, PSP, TSP, Agile, ISO y Six Sigma

## Lista de SEPG a nivel mundial
- SEPG North America
- SEPG Europe
- SEPG Asia-Pacific[2]
- SEPG Latin America[3]